# Omega (Rosalía)
Omega è un singolo promozionale della cantante spagnola Rosalía, pubblicato il 25 settembre 2024.

## Descrizione
Il brano, che ha visto la partecipazione vocale del cantante spagnolo Ralphie Choo, è stato descritto come una ballata e pubblicato in occasione del trentaduesimo compleanno di Rosalía, che lo ha definito come «un regalo ai suoi fan».

## Tracce
Testi e musiche di Rosalía Vila, Andrew Wyatt, David Rodriguez, Dylan Wiggins, Juan Casado Fisac, Martin Moreno, Noah Goldstein, Sam Gold e Terius Gesteelde-Diamant.
1. Omega (feat. Ralphie Choo) – 2:49

## Classifiche
| Classifica (2024) | Posizione massima |
| ----------------- | ----------------- |
| Spagna            | 8                 |